# Fuente Encalada
Fuente Encalada es un municipio y localidad española de la comarca de Benavente y Los Valles, en la provincia de Zamora.
El municipio se en encuentra situado en la comarca de Benavente y Los Valles, al norte de la provincia de Zamora. Cuenta con un término municipal de 20,86 km² y, según datos del padrón municipal 2017 del INE, cuenta con una población de 112 habitantes.

## Símbolos

Escudo de Fuente Encalada

El pleno del ayuntamiento de Fuente Encalada, en sesión celebrada el 22 de junio de 2006, aprobó el escudo heráldico y bandera municipal, con la siguiente descripción:

«Escudo Heráldico.– Escudo Cortado. 1.º En campo de gules, fuente que mana de unas peñas de plata. 2.º En campo de plata, iglesia de gules mazonada de sable y aclarada de plata. Al timbre corona real cerrada».
«Bandera Municipal.– Bandera rectangular de proporciones 2:3, formada por un paño blanco con una franja roja diagonal del ángulo inferior del asta al superior del batiente, de 1/3 del ancho, acompañada de una cruz griega roja en el triángulo del asta y un racimo de uvas verde en el del batiente.»

## Ubicación
El municipio se encuentra situado en la zona norte de la provincia de Zamora, dentro de la comarca de Benavente y Los Valles. Pertenece a la zona electoral de Benavente y al partido judicial de Benavente.

## Historia

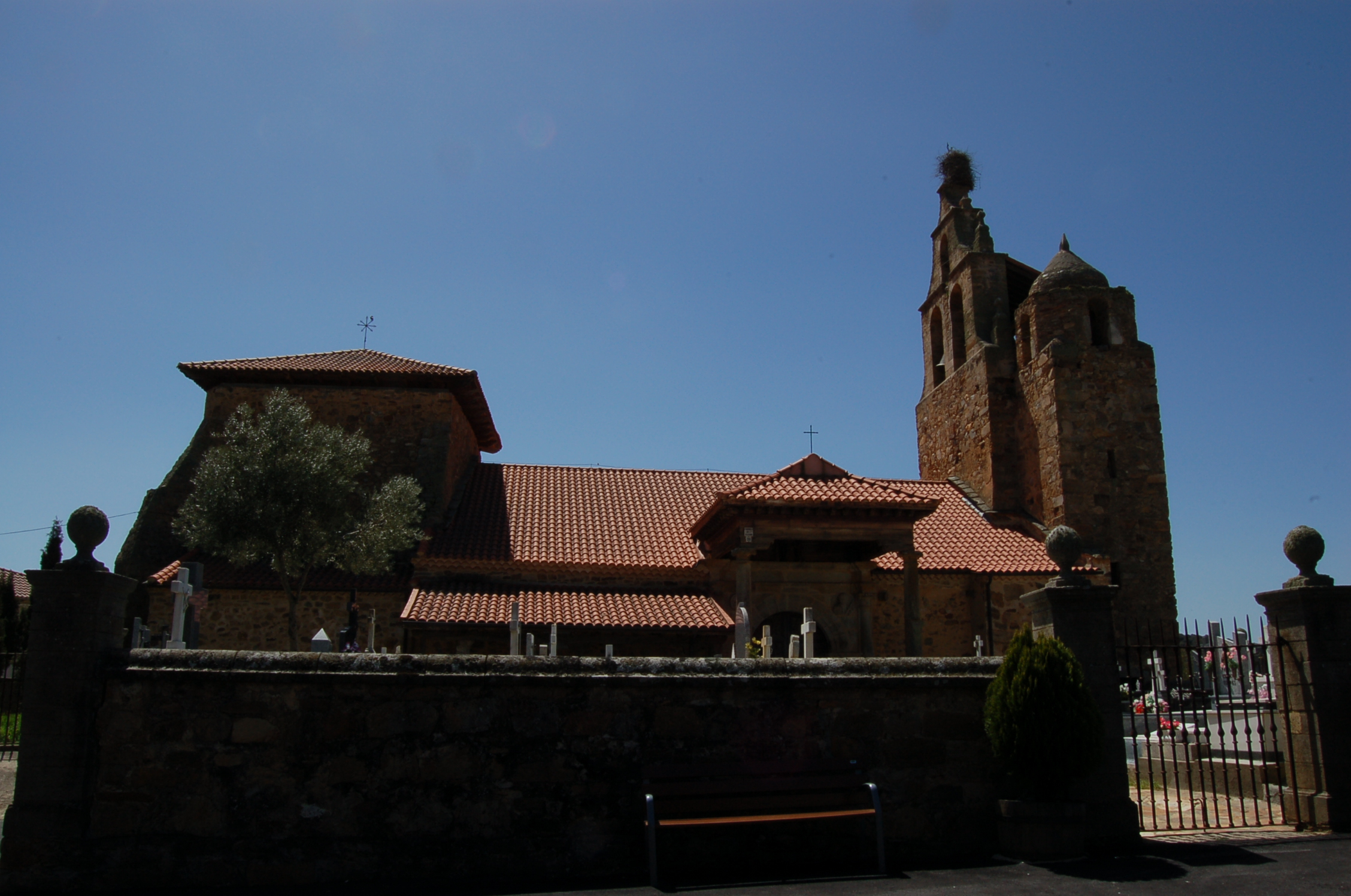
Iglesia.

En la Edad Media, el territorio en el que se asienta la localidad quedó integrado en el Reino de León, cuyos monarcas habrían emprendido la fundación del pueblo.
Posteriormente, en la Edad Moderna, Fuente Encalada fue una de las localidades que se integraron en la provincia de las Tierras del Conde de Benavente y dentro de esta en la Merindad de Vidriales y la receptoría de Benavente.
No obstante, al reestructurarse las provincias y crearse las actuales en 1833, la localidad pasó a formar parte de la provincia de Zamora, dentro de la Región Leonesa, quedando integrada en 1834 en el partido judicial de Benavente.

## Geografía humana

### Demografía
Cuenta con una población de 89 habitantes (INE 2024).
| Gráfica de evolución demográfica de Fuente Encalada entre 1842 y 2021                                                 |
| |
| Población de derecho según los censos de población del INE. Población de hecho según los censos de población del INE. |

## Patrimonio
Del caserío que conforma su casco urbano, destaca su iglesia, con un peculiar porche renacentista en el que sus columnas con capiteles sustentan una magnífica armadura morisca. Actualmente tiene abierto expediente para su declaración como bien de interés cultural
También destaca su portada, decorada con medallones, y la puerta, en cuyos cuarterones pueden verse a los cuatro, los apóstoles y una Anunciación. 

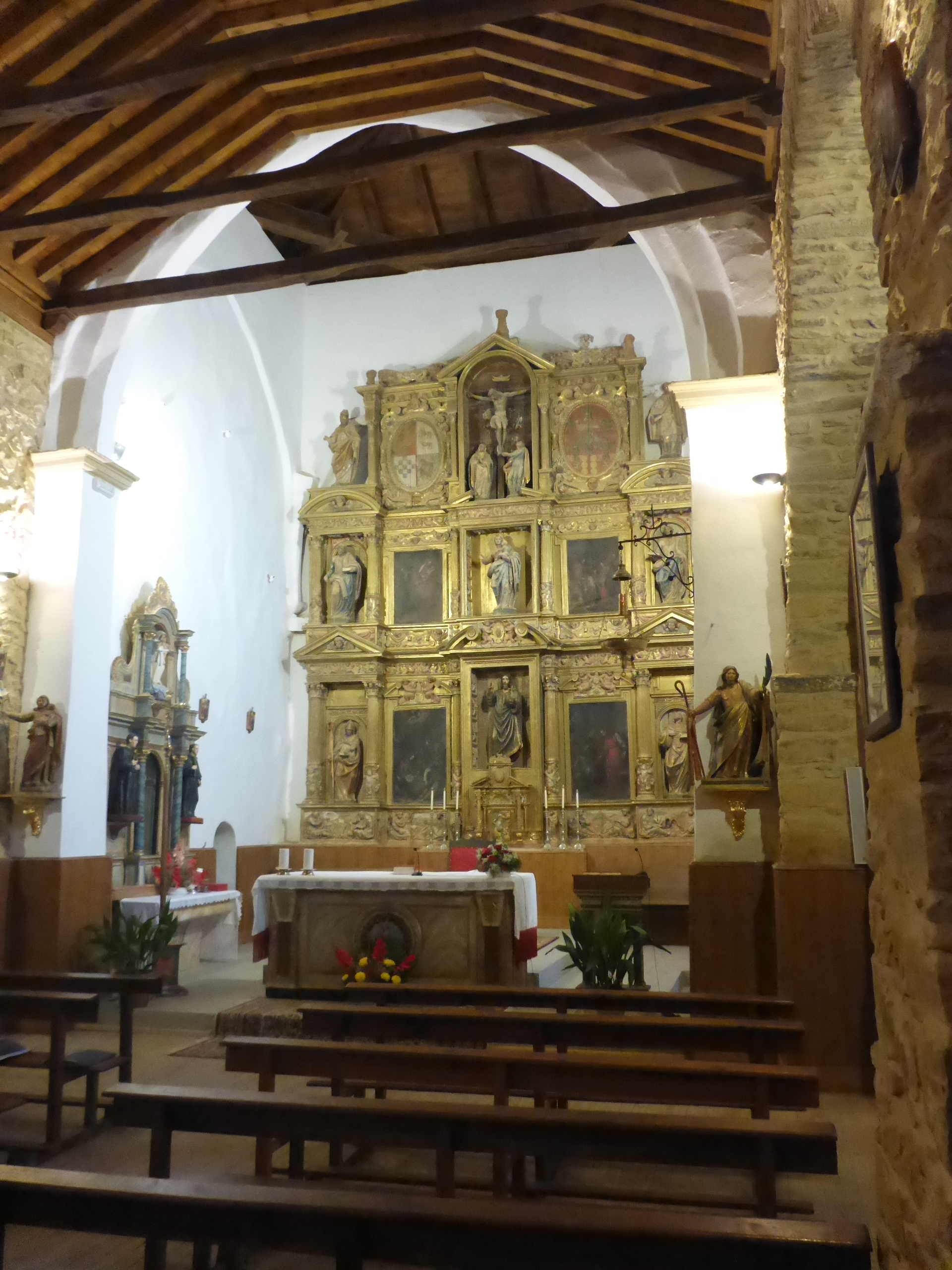
Retablo de la iglesia

En el interior de la iglesia destaca la su retablo mayor, obra de Bartolomé Hernández, discípulo de Gaspar Becerra. Y desde 2018 alberga imágenes de Marcos Guerrero Prieto y Pedro Simón Ferrero, beatos nacidos en el pueblo

## Fiestas
Celebra las fiestas de la Virgen de la Encalada, la primera semana de agosto. Es uno de los pocos pueblos de la comarca en los que aún se mantiene la celebración de la puesta del mayo.

## Ciudadanos ilustres

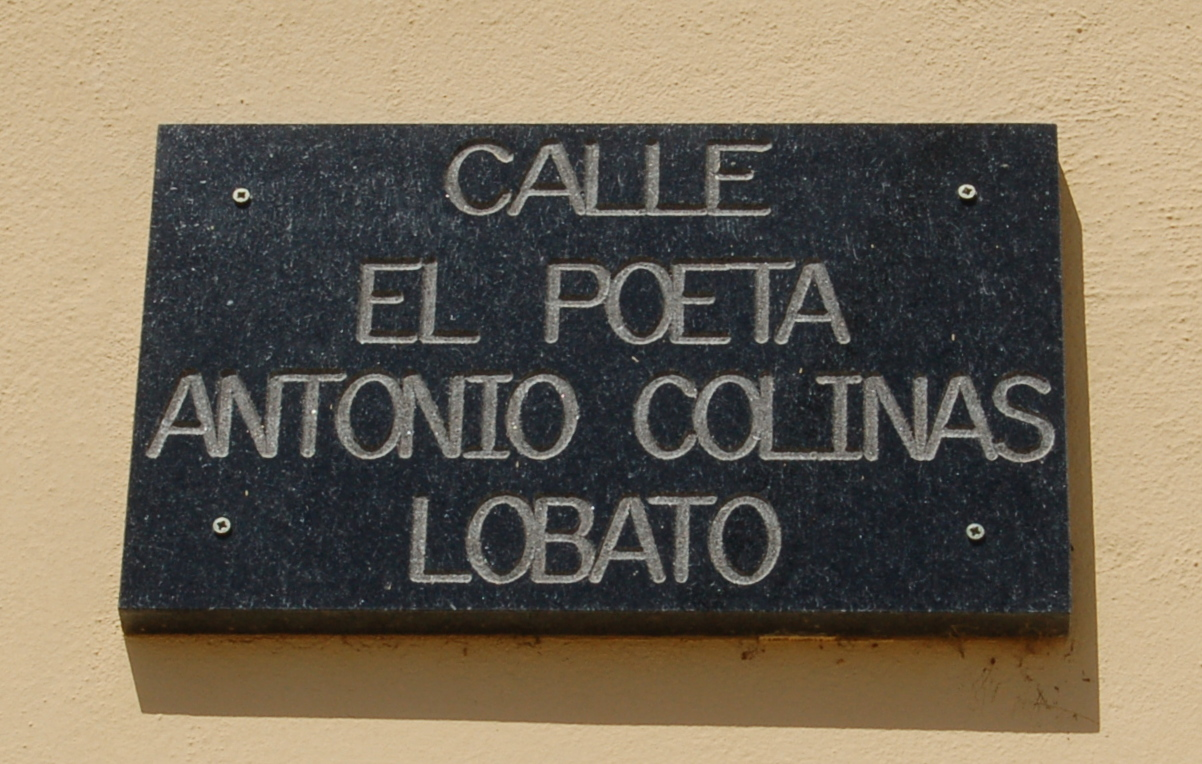
Placa.

- Pedro Fernández de Castro «Potestad» destacado miembro de la Casa de Castro (hijo de Fernando García de Hita y Estefanía Armengol), fue el primer maestre de la Orden de Santiago y fundador del Monasterio de Santa Cruz de Valcárcel.
- Antonio Colinas Lobato, poeta nombrado hijo predilecto en 2010[13]
- Marcos Guerrero Prieto y Pedro Simón Ferrero, religiosos agustinos asesinados en 1936 y declarados beatos en 2007.[14]